# Kais Zouaghi
Kais Zouaghi, né le 19 décembre 1977 à Béja, est un footballeur tunisien évoluant au poste de défenseur.
Il est le frère aîné de Chaker Zouaghi, footballeur international tunisien.

## Biographie
Il reçoit huit sélections en équipe de Tunisie entre 1999 et 2007.

## Clubs
- 1997-1999 : Olympique de Béja (Tunisie)
- 1999-2006 : Étoile sportive du Sahel (Tunisie)
- 2006-2008 : Al Khaleej Saihat (Arabie saoudite)

## Palmarès
- Vainqueur de la coupe de la CAF en 1999 avec l'Étoile sportive du Sahel
- Vainqueur de la coupe d'Afrique des vainqueurs de coupe en 2003 avec l'Étoile sportive du Sahel
- Vainqueur de la coupe de la Ligue tunisienne en 2005 avec l'Étoile sportive du Sahel